# Mosongiselii
Mosongiselii (aussi Mosongosele, Mosongisele, Mosongeseli) est une localité du Cameroun, située dans l'arrondissement de Mundemba, le département du Ndian et la Région du Sud-Ouest.

## Population
Lors du recensement national de 2005, Mosongiselii comptait 239 habitants.